# Augochloropsis auriventris
Augochloropsis auriventris är en biart som först beskrevs av Heinrich Friese 1921.  Augochloropsis auriventris ingår i släktet Augochloropsis och familjen vägbin. Inga underarter finns listade.